# Nadrxn

## Información sobre el artista
"Nadrxn" es el nombre artístico del proyecto musical de Rocío Contreras que comenzó a finales de 2017.
Originaria de la comuna de Tomé, se caracteriza por su atmósfera onírica de nostalgia y melancolía, ritmos clásicos del pop, influenciado por obras cyberpunk de anime. 
Comenzó participando en festivales y eventos culturales en la provincia de Concepción, Chile. Un año después, lanza su primer sencillo titulado “Anhedonia” el cual formaría parte de su EP debut Aliberta (2019), con el que exploraría su faceta como productora, pues fue una obra totalmente autoproducida.
Posteriormente lanzó otro extended play autoproducido llamado “Random” (2020) para luego sumar otros sencillos como "A.S.M.A" (2021) y "Danza de Aire y Fuego" (2022).
Su particular estilo musical ha logrado que sea parte del Festival Rock en Conce de 2022, festival que se encontraba suspendido debido a la pandemia por COVID-19.

## Discografía

### Solista

#### EP
- Random (Remaster) (2020)
- Aliberta (2021)

#### Sencillos
- Òwó (2020)
- A.S.M.A. (2021)
- Danza de Aire y Fuego (2022)
- Cariño (2022)

#### Colaboraciones
- El Calor (Cetáceos, LA JULIA SMITH, Nadrxn) (2021)
- Para Respirar (Diego Sepúlveda y Nadrxn) (2021)